# Šílená a ještě šílenější Marge
Šílená a ještě šílenější Marge (v anglickém originále It's a Mad, Mad, Mad, Mad) je 21. díl 11. řady (celkem 247.) amerického animovaného seriálu Simpsonovi. Scénář napsal Larry Doyle a díl režíroval Steven Dean Moore. V USA měl premiéru dne 14. května 2000 na stanici Fox Broadcasting Company a v Česku byl poprvé vysílán 12. března 2002 na stanici ČT1.

## Děj
Každý žák Bartovy třídy dostane videokameru, aby v rámci školního projektu vytvořil film. Otto jede školním autobusem do restaurace, kde pracuje jeho přítelkyně Becky. Otto ji požádá o ruku a ona nabídku přijme. Na Bartův návrh se rozhodnou uspořádat svatbu v domě Simpsonových a rozesílají letáky. Marge neochotně souhlasí, protože má ještě všechno z Apuovy svatby. Svatba se daří až do chvíle, kdy Otto sežene kapelu Poison (zvanou Cyanide), která zahraje „Nothin' but a Good Time“. Becky se Marge přizná, že nesnáší heavymetalovou hudbu. Na svatbě Marge navrhne Becky, aby dala Ottovi ultimátum: buď ona, nebo heavy metal. Otto si vybere heavy metal a s Becky se rozejde. 
Becky na Bartův návrh zůstane u Simpsonových. Marge ji utěšuje, ale když Becky začne pomáhat v domácnosti a je za svůj přínos chválena, Marge se začne obávat, že její rodina má Becky raději než ji. Nakonec začne být paranoidní a podezřívá Becky, že se ji snaží zabít, když zjistí, že její auto má nefunkční brzdy. Později se Becky a zbytek rodiny sejdou bez Marge ve zmrzlinárně a Becky všem oznámí, že si našla nový byt a stěhuje se. Poté si koupí nezvykle velkou mísu zmrzliny a Homer se při přítomnosti takového množství zmrzliny vyděsí a náhle zkolabuje. Becky mu dává dýchání z úst do úst, ale přichází Marge, která si myslí, že ho líbá. Popadne kornout a rozbije ho jako skleněnou láhev, aby Becky měla čím napadnout. Marge je zatčena a prohlášena za nepříčetnou. 
Když Marge uteče ze soudní síně a jde se do knihovny podívat, kdo je Becky doopravdy, uvědomí si, že je šílená a chová se k Becky nespravedlivě. Nenajde o ní totiž nic špatného, pouze novinový titulek o tom, jak Marge zničila Becky svatbu. Nakonec se vrací domů, jen aby našla rodinu a Becky, jak předvádějí sadomasochistickou scénu: Líza je přilepená ke zdi, Maggie je uvězněná v kleci a Becky se chystá svázaného Homera obětovat nožem. Než ho stihne zabít, Marge jí nůž vytrhne a pokusí se ji uškrtit, ale scéna se ukáže jako pasáž, kterou Bart natáčí pro svůj školní projekt. Homer přizná, že při výměně oleje z Margina auta omylem vypustil brzdovou kapalinu. Marge se omluví Becky, jež přizná, že měla v úmyslu Marge zabít a okrást její rodinu, ale rozhodla se to neudělat poté, co nemohla sehnat lopatu. Náhle se objeví lékaři z psychiatrické léčebny a vpálí Marge do krku tři uspávací šipky, které však nezabírají. Marge jim řekne, že má příliš mnoho práce na to, aby si mohla zdřímnout. Pověří Lízu, aby vyndala Maggie z klece, a řekne Homerovi, aby vydrhl a vytřel pokoj, protože je na tu práci oblečený. Zatímco se Marge chichotá, Homer na ni vystřelí další šipku od doktorů, jež už Marge uspí.

## Produkce
Scenáristé Simpsonových se dozvěděli, že herečka Drew Barrymoreová chce v seriálu hostovat, a navrhli jí několik možných epizod. Mezi ně patřila i zápletka této epizody, v níž Barrymoreová namluvila Becky, a také další díl, v němž by namluvila dceru klauna Krustyho. Tento druhý nápad byl použit v epizodě dvanácté série Napravení šíleného klauna, kde Barrymoreová vystupovala jako Krustyho dcera. Místo ní byla pro namluvení Becky vybrána Parker Poseyová. Larry Doyle napsal scénář dílu a Becky pojmenoval po své ženě.
Poseyová se zúčastnila nejméně dvou nebo tří nahrávacích sezení. Pro kapelu Cyanide se producenti neúspěšně pokusili získat zpěváka skupiny Poison, aby zpěváka nadaboval. Marc Wilmore, scenárista seriálu, namluvil jednoho z psychologů, Scully mu dal hostující roli jako poděkování za jeho žertík, který provedl kolegovi scenáristovi Mattu Selmanovi ohledně East St. Louis v souvislosti s epizodou Asociace Mensy zachraňuje Lízu. Producenti také dostali poznámku od cenzorů ke scéně, ve které šéf Wiggum učí Ralpha, jak držet zbraň, aby dosáhl „smrtícího výstřelu“.

## Kulturní odkazy
Díl obsahuje několik odkazů na populární kulturu. Anglický název je odkazem na film It's a Mad, Mad, Mad, Mad World. V epizodě se Otto setkává s Becky na Woodstocku 1999, kde hoří a samotný oheň je uhašen vodou v její láhvi, což byl odkaz na kontroverzi ohledně vysoké ceny vody na festivalu, a to, že Otto hoří, odkazuje na velké množství požárů, ke kterým došlo. Otto drží v ruce boombox a při žádosti o ruku Becky je hrána píseň „Every Rose Has Its Thorn“ od skupiny Poison. Když Otto hraje na kytaru, má zcela přesný prstoklad. Když Krusty dělá rozhovor s Marge, jde o statický obraz jejího obličeje, na jehož místě jsou rty imitátora; šlo o poctu opakujícímu se skeči z pořadu Late Night with Conan O'Brien, v němž byly rty Roberta Smigela umístěny na rty Billa Clintona a dalších slavných osobností. Autorem nápadu byl Brent Forrester, bývalý scenárista Simpsonových, který – v počátcích pořadu Late Night – poslal tento vtip Conanu O'Brienovi, rovněž bývalému scenáristovi Simpsonových. 
Na začátku epizody, když ředitel Skinner zadává studentům filmové projekty, jim předem říká, že nechce vidět 30 napodobenin Blair Witch, což je odkaz horor Záhada Blair Witch z roku 1999. 
Hudba, která doprovází Homerovo použití vychytralého udělátka k extrakci vnitřku Ottova svatebního dortu, je poctou znělce Jamese Bonda.

## Vydání
Epizoda byla původně odvysílána na stanici Fox ve Spojených státech 14. května 2000. 7. října 2008 vyšla na DVD jako součást boxu The Simpsons – The Complete Eleventh Season. Členové štábu Mike Scully, George Meyer, Ian Maxtone-Graham, Matt Selman, Larry Doyle a Steven Dean Moore se podíleli na audiokomentáři k tomuto dílu na DVD. Na box setu byly také zařazeny vymazané scény z dílu.
Při recenzování 11. řady Simpsonových se Colin Jacobson z DVD Movie Guide vyjádřil takto: „(Díl) poskytuje docela stručné zaměření pouze na jeden příběh. Hlavní část s Ottem přímo vede k zápletce s Marge a neodbíhá na obvyklé odbočky. (…) A funguje to docela dobře. Není to nejinspirativnější příběh, ale sám o sobě si vede dobře.“.